# يك برجي (آبجدان)
يك برجي (بالفارسية: یک برجی) هي منطقة سكنية تقع في إيران في قسم آبجدان الريفي. يقدر عدد سكانها بـ 56 نسمة .